# Demente (canción de Chungha)
«Demente» es una canción interpretada por la cantante surcoreana Chungha, en colaboración con el cantante puertorriqueño Guaynaa perteneciente a su álbum de estudio en coreano debut Querencia. Fue lanzado el 15 de febrero de 2021, a través de MNH Entertainment y 88rising. La canción es la pista número treinta del álbum, y fue escrita por Lao Ra, Guaynaa, Tinashé Fazakerley y Vincenzo y producida por ella misma y Fuxxy. «Demente» solidifica la versatilidad de la cantante como perfectamente canta en español y coreano bajo un ritmo de reguetón. La canción es la primera colaboración de música latina y k-pop para una solista coreana.
Líricamente, la canción cuenta una historia de un amor confuso que causa gran tristeza debido a la falta de interés de la otra persona.
El 18 de febrero de 2021, un video con letra animado de la canción fue lanzado en YouTube. Una versión completamente en español de la canción fue lanzada como el quinto sencillo del álbum Querencia el 17 de marzo de 2021, junto con el vídeo musical.

## Antecedentes
«Demente» está bajo el capítulo «desconocido» en Querencia, ya que la canción encaja con lo gran desconocido de ella hablando español.  Chungha tomó clases de español y confió en un amigo fluido en español para entrenarla durante la grabación de la canción. La versión inicial de «Play» hizo que la cantante se interesara con la música latina. Después de que ella firmó un contrato con 88rising, Sean Miyashiro sugirió que progrese más en la música latina, y ayude a traer «Demente» a la vida. 88rising y Chungha trabajaron con una cantidad de diferentes productores de música latina y declararon «que esto no es reguetón, sino que es como un diferente género de música pop clásica y antigua. Chungha no quería solamente infundir una canción con algunos, pero ella realmente quería hacerlo.»
El 15 de marzo de 2021, Chungha anunció a través de sus redes sociales que la versión en español de «Demente», será lanzada el 15 de marzo de 2021. Su portada también ha sido publicada ese mismo día. El 16 de marzo, la cantante lanzó el video musical teaser para la versión en español.

## Composición
«Demente» es una canción de pop latino y pop con ritmos de reguetón, añadidos por el cantante y rapero puertorriqueño Guaynaa. Fue escrita por Lao Ra, Guaynaa, Tinashé Fazakerley, Laura Carvajalino Avilaand, Vincenzo y producida por ella y Fuxxy. La canción tiene una duración de dos minutos y cuarenta y tres segundos. Mientras que en la notación musical, la canción está compuesta en la clave de Do♭ mayor con un ritmo de 100 latidos por minuto. La canción marca la primera colaboración de música latina y K-pop para una solista coreana y destaca el rechazo de Chungha de que sea inmovilizada o limitada por cualquier frontera geográfica o género – entrelazado por las letras en coreano, español y los beats derivados del dancehall entre un corte infeccioso y vibrante. Líricamente, la canción cuenta una historia de un amor confuso que causa gran tristeza debido a la falta de interés de la otra persona.

«Yo personalmente disfruto mucho la música latina, y yo siempre quería probar ese género. Estoy realmente feliz que haya pasado esta colaboración, y ¡realmente estoy emocionada sobre esto! Esta fue mi primera vez que he grabado en español, y ha sido algo completamente nuevo para mí. Esto no fue fácil, pero después yo sentí una sensación de logro. Yo pienso que esta canción es realmente bien adecuada para Querencia porque muchos artistas trabajaron en ello juntos. También estoy agradecida de tener la posibilidad de alcanzar un poco más a los hispanohablantes.»
Chungha hablando sobre su colaboración con Guaynaa

## Video musical
El 16 de marzo de 2021, Chungha lanzó un video musical teaser para la versión en español de «Demente».

## Créditos y personal
Créditos adaptados de Tidal.
- Chungha - voz
- Guaynaa - escritor, voz
- Tinashé Fazakerley - escritor, bajo, baterías, piano, sintetizadores
- Vincenzo - escritor, productor, director vocal
- Fuxxy - productor, director vocal
- Lao Ra - escritor
- Earcandy - ingeniero de mezclas
- Yoon Won-kwon - ingeniero de mezclas
- Park Jeong-eon - ingeniero de masterización
- Jung Eun-kyung - ingeniero de grabación
- Kim Su-jeong - ingeniero de grabación

## Posicionamiento en listas
| Listas (2021)                 | Mejor posición |
| ----------------------------- | -------------- |
| Corea del Sur (Gaon Download) | 134            |

## Historial de lanzamientos
| Región | Fecha                 | Formato                    | Discográfica      | Ref.   |
| ------ | --------------------- | -------------------------- | ----------------- | ------ |
|        | 15 de febrero de 2021 | descarga digital streaming | MNH Entertainment | [ 14 ] |